# 216752 Kirbyrunyon
216752 Kirbyrunyon è un asteroide della fascia principale. Scoperto nel 2005, presenta un'orbita caratterizzata da un semiasse maggiore pari a 2,929486 UA e da un'eccentricità di 0,108388, inclinata di 10,525369° rispetto all'eclittica.